# Scorpiurium spelaeorum
Scorpiurium spelaeorum là một loài rêu trong họ Brachytheciaceae. Loài này được Grom mô tả khoa học đầu tiên năm 1968.